# Eddi (Kabarettpreis)
Der Eddi (Eigenschreibweise DER EDDI) ist ein deutscher Satire- und Kabarettpreis, der von 1981 bis 1988 an Kabarettisten, Karikaturisten und Musiker der DDR vergeben wurde. Seit 2013 wird er wieder verliehen.

## Allgemeines
DDR
Der Eddi geht auf eine Idee des bekannten und beliebten Zeichners und Karikaturisten Heinz Behling (1920–2003) zurück, der diesen dann mit Einverständnis und tatkräftiger Unterstützung des Schauspielers und Kabarettisten Edgar Külow im Herbst 1981 aus der Taufe hob.
Die damalige Figur aus Gips für die feierliche Verleihung schuf die Künstlerin Anneliese Dörck. Die seinerzeitige Philosophie der Verleihung des Eddi bestand in der Ehrung von so genannten „Nichtwürdenpreisträgern“ in der DDR, d. h. Künstlern aller Genres, denen große staatliche und politische Auszeichnungen verweigert blieben. Der EDDI-Preis war somit eine private Initiative von miteinander bekannten bzw. befreundeten Künstlern der DDR-Satireszene. Die Ausrichter Behling und Külow wollten damit den Zusammenhalt der staatlicherseits beargwöhnten Künstler fördern und dies genregerecht mit ein wenig Ulk verbrämen.
Neuauflage ab 2013
Die Neuauflage der Verleihung des Preises ab 2013 folgt dem kabarettistischen und schriftstellerisch-satirischen Lebenswerk des Namensgebers und wird durch eine neu geschaffene Statuette der Bildhauerin Esther Brockhaus sowie ein Preisgeld ergänzt. Preisträger sind Künstler, die sich kritisch-satirisch mit der Gesellschaft auseinandersetzen. Die erste Preisverleihung der neuen Ausgabe erfolgte am 31. Mai 2013 im Berliner Kino Babylon an den Schauspieler und Puppenspieler Michael Hatzius. 2019 wird der Preis erstmals an ein Kabarettensemble vergeben, an das Berliner Kabarett-Theater Distel.
Der Preis wird verliehen vom Verein „Berliner Kabarettpreis DER EDDI e.V.“, dessen Vorsitzender Matthias Oehme Leiter des Eulenspiegel-Verlages ist. Stellvertretender Vorsitzender ist Dirk Külow. Der Berliner Stadtbezirk Lichtenberg – letzter Wohnort von Edgar Külow – ist durch Beschluss der Bezirksverordnetenversammlung ab 2019 Stifter des Preisgeldes und Schirmherr.

## Preisträger
Preisträger 1981–1988
- Edgar Külow, Kabarettist 13. November 1981
- Werner Troegner, Kabarettist, 13. August 1982
- Lothar Löbl (Jazz-Makers Berlin), Jazzmusiker, 13. Mai 1983
- Heinz Kahlow, Schriftsteller, 13. Januar 1984
- Jürgen Kieser, Grafiker, 13. April 1984
- Joachim Dannenberg, Komponist, 13. Juli 1984
- Peter Bause, Schauspieler, 13. September 1985
- Oliver Harrington, Karikaturist, 13. Dezember 1985
- Alfred Quiring, Sänger 13. Juni 1986
- Manfred Butzmann, Maler, 13. März 1987
- Ernst Röhl, Satiriker, 13. November 1987
- Ursula Wolf, Bildhauerin, 13. Mai 1988

Preisträger ab 2013
- 2013: Michael Hatzius, Puppenspieler und Schauspieler
- 2014: Simone Solga, Kabarettistin
- 2015: Uwe Steimle, Kabarettist
- 2016: Thomas Freitag, Kabarettist
- 2017: Christian Ehring, Moderator und Kabarettist
- 2018: Christine Prayon, Schauspielerin und Kabarettistin
- 2019: Kabarett-Theater DISTEL (Ensemble)[1]
- 2020: Marco Tschirpke, Musikkabarettist
- 2021: Meigl Hoffmann, Kabarettist
- 2022: Uta Köbernick, Schauspielerin
- 2023: Thomas Pigor, Kabarettist & Benedikt Eichhorn, Kabarettist
- 2024: Katrin Weber, Sängerin, Schauspielerin und Kabarettistin